# میلتون اس. هرشی
میلتون اس. هرشی (به انگلیسی: Milton S. Hershey) (زاده ۱۳ سپتامبر ۱۸۵۷ – درگذشته ۱۳ اکتبر ۱۹۴۵) کارآفرین، بازرگان و نیکوکار آمریکایی آلمانی‌تبار بود، که در سال ۱۸۹۴ شرکت هرشیز را تأسیس کرد.
امروزه شرکت هرشیز بزرگترین تولیدکننده انواع شکلات در آمریکای شمالی می‌باشد، همچنین در رتبه ششم از بزرگترین تولیدکنندگان شکلات در جهان قرار دارد و محصولاتش را در ۶۰ کشور جهان عرضه می‌کند.